# Sushi z East Side
Sushi z East Side (ang. East Side Sushi) – amerykański film dramatyczny z 2015 roku w reżyserii Anthony’ego Lucero, wyprodukowany przez wytwórnie Blue Sun Pictures i Sparklight Films. Główną rolę w filmie zagrała Diana Elizabeth Torres.
Premiera filmu odbyła się 18 września 2015 w Stanach Zjednoczonych.

## Fabuła
Film opisuje historię Juany – samotnej matki o latynoskim pochodzeniu, która pewnego dnia dostaje posadę asystentki kuchennej w japońskiej restauracji. Kobieta ma talent do przygotowywania sushi. Niestety, właściciel lokalu twierdzi, że jedynie rodowity Japończyk może zostać mistrzem sushi. Juana nie zamierza się poddawać.

## Obsada
- Diana Elizabeth Torres jako Juana
- Yutaka Takeuchi jako Aki
- Rodrigo Duarte Clark jako Apa
- Kaya Jade Aguirre jako Lydia
- Roji Oyama jako pan Yoshida
- Miyoko Sakatani jako pani Yoshida
- James J. Der Jr. jako Kyung
- Jesus Fuentes jako Victor
- Tony Quintero jako Jorge
- Lane Nishikawa jako Jimmy Nishida
- Anastasia Pritchard jako Brenda

## Odbiór

### Krytyka w mediach
Film Sushi z East Side spotkał się z pozytywnymi recenzjami od krytyków. W serwisie Rotten Tomatoes 94% krytyków oceniło film pozytywnie, ze średnią oceną 6,8 na 10. Na portalu Metacritic średnia ocen wyniosła 70 punktów na 100.